# Одинокий Джордж

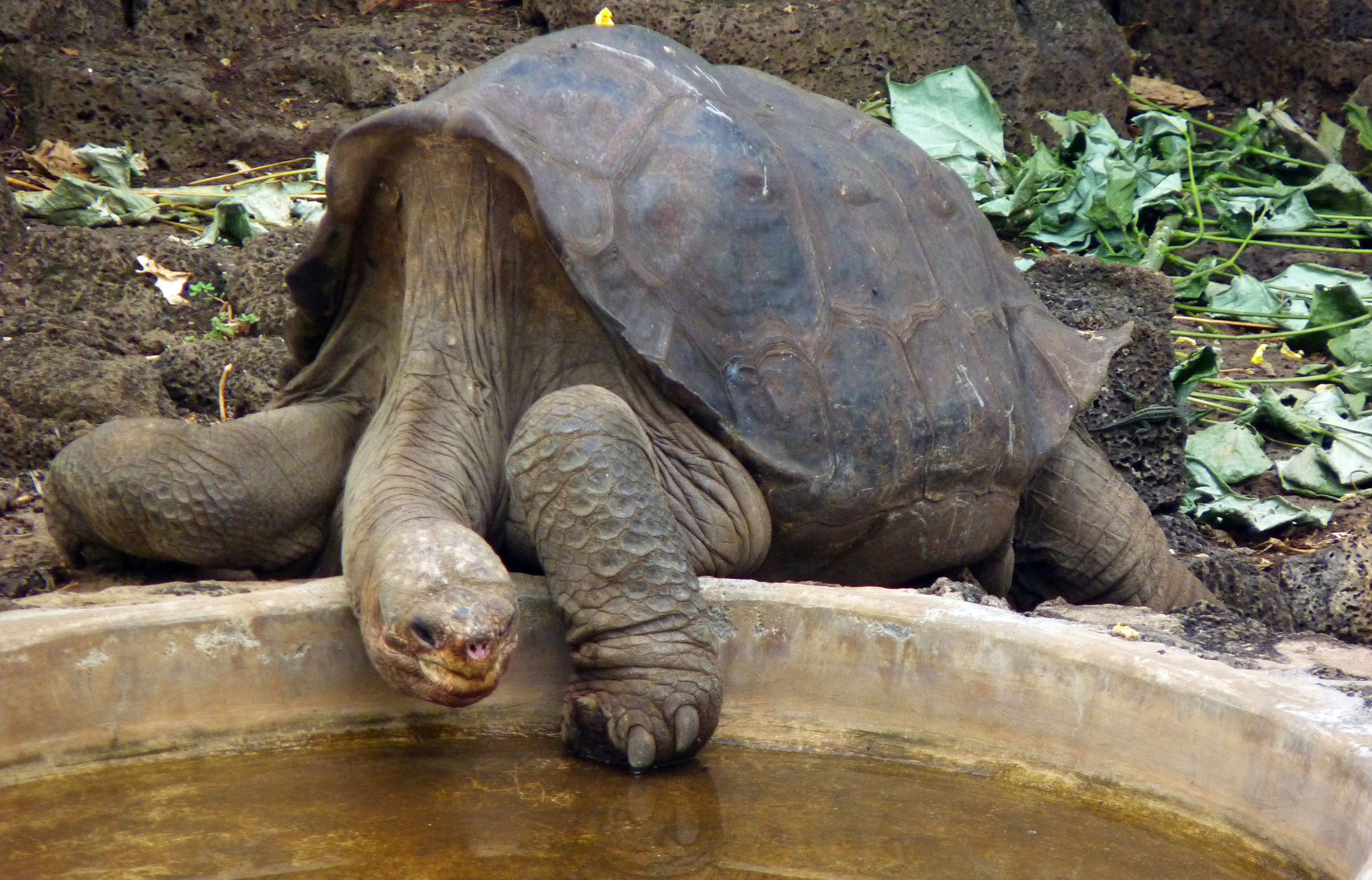
Одинокий Джордж, фото 2010 года

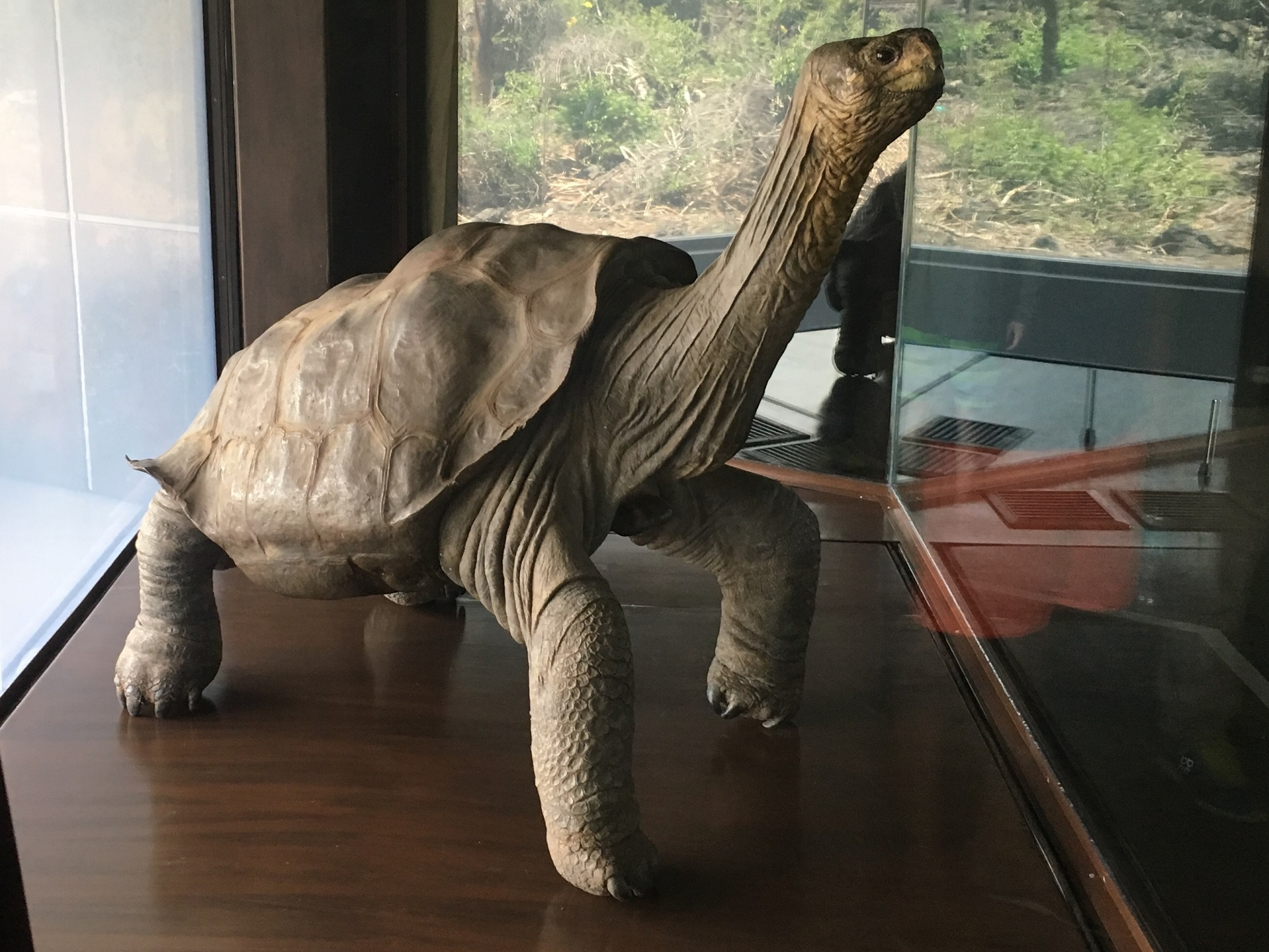
Одинокий Джордж, Американский музей естественной истории, чучело

Одино́кий Джордж (исп. Solitario Jorge; англ. Lonesome George) — самец галапагосской черепахи, считавшийся последним и единственным на момент смерти представителем вида (или подвида) абингдонская слоновая черепаха (лат. Geochelone nigra ssp. abingdoni). Джордж был символом охраны природы на Галапагосских островах.
Джордж был найден венгерским учёным Йожефом Вагвёльди на острове Пинта (маленький остров на севере архипелага, называемый также Абингдон) в 1972 году. Назван в честь американского актера Джорджа Гобеля. Теоретически черепахи этого вида способны сохранять способность к воспроизводству и в возрасте 200 лет. После смерти Джорджа абингдонская слоновая черепаха считается вымершим видом.
Джордж содержался в загоне при Исследовательской станции Чарльза Дарвина на острове Санта-Крус.
В течение десятилетий зоологи пытались получить от Джорджа потомство, но безуспешно. Одно время учёные полагали, что Джордж вообще не способен к репродукции, однако это оказалось не так. В мае 2007 года после генетического анализа 2000 черепах была обнаружена самка с вулкана Вольф, генетически похожая на Джорджа, являющаяся гибридом и имеющая по отцовской линии сородича Джорджа, после чего появилась надежда на продолжение рода. Оплодотворение произошло, но зародыши в яйцах оказались нежизнеспособны.
Одинокому Джорджу посвящена научно-популярная книга Генри Николса «Одинокий Джордж: Жизнь и любовь самой известной черепахи в мире» (англ. Lonesome George: The Life and Loves of world's most famous tortoise).
24 июня 2012 года тело уникальной рептилии было обнаружено без признаков жизни смотрителем заповедника Фаусто Льерено, ухаживавшим за черепахой в течение 40 лет. Одинокий Джордж скончался в возрасте около 100 лет, так и не дав потомства. Это означало вымирание соответствующего подвида. После вскрытия черепаху забальзамировали и выставили в местном музее.
В 2020 году экспедиция обнаружила на острове Изабелла молодую самку-гибрида с высоким генетическим содержанием Chelonoidis abingdonii, являющуюся недавним прямым потомком неизвестной чистокровной особи этого вида, которая, возможно, всё ещё живёт в этом районе.